# Lista de campeãs do carnaval do Guarujá
Esta é uma lista de escolas de samba campeãs do Carnaval do Guarujá.

## Campeãs
| Ano  | Grupo    | Escola campeã          | Ref.        |
| ---- | -------- | ---------------------- | ----------- |
| 2007 | Especial | Mocidade de São Miguel |             |
| 2007 | Acesso   | Renascer do Boréu      |             |
| 2008 | Especial | Mocidade de São Miguel |             |
| 2008 | Acesso   | Visconde               |             |
| 2009 | Especial | Mocidade de São Miguel |             |
| 2009 | Acesso   | Caminho da Paz         |             |
| 2010 | Especial | Mocidade de São Miguel |             |
| 2010 | Acesso   | Meninos da Elite       |             |
| 2011 | Especial | Imperador da Ilha      |             |
| 2011 | Acesso   | Caminho da Paz         |             |
| 2012 | Especial | Renascer do Boréu      | [ 1 ]       |
| 2012 | Acesso   | São Jorge              | [ 1 ]       |
| 2013 | Especial | Imperador da Ilha      | [ 2 ] [ 3 ] |
| 2013 | Acesso   | Guarujá                | [ 2 ] [ 3 ] |
| 2014 | Especial |                        |             |
| 2014 | Acesso   |                        |             |
| 2015 | Especial |                        |             |
| 2015 | Acesso   |                        |             |
| 2016 | Especial |                        |             |
| 2016 | Acesso   |                        |             |